# 니시타나베역
니시타나베역(일본어: 西田辺駅, にしたなべえき)은 일본 오사카부 오사카시 아베노구에 있는 오사카 시 교통국의 철도역이다.

## 역 구조
상대식 승강장 2면 2선의 지하역. 개찰구는 두 승강장의 중간에 있고, 각 승강장은 덴노지 방면에 연결통로가 있다. 역의 남쪽으로 이전 차량기지를 전용의 보선 기지로 통하는 선로가 분기하며 북쪽에 건늠선이 있다.

### 승강장
| 1 | 미도스지 선 (하행) | 아비코·나카모즈 방면                 |
| 2 | 미도스지 선 (상행) | 덴노지·난바·우메다·미노오카야노 방면 |

## 역 주변
- 샤프 본사
- 나가이케 공원

## 역사
- 1952년 10월 5일: 1호선(현재의 미도스지 선) 쇼와초 ~ 당역간 연장개통으로 영업 개시, 개업당시 시종착역이었음.
- 1960년 7월 1일: 1호선 당역 ~ 아비코 간 연장개통으로 중간역으로 전환, 동시에 니시타나베 차량사업소 폐지,현재 그자리에 타나베 복합시설 개시.
- 1969년 12월 6일:번호를 125에서 M25로 변경.